# Lycaena chinensis
Lycaena chinensis är en fjärilsart som beskrevs av Murray 1874. Lycaena chinensis ingår i släktet Lycaena och familjen juvelvingar. Inga underarter finns listade i Catalogue of Life.